# دماغه ترافالگار
دماغه ترافالگار (به اسپانیایی: Cabo Trafalgar) دماغه‌ای است در ساحل غربی استان کادیس در جنوب غربی اسپانیا. این دماغه در کنار اقیانوس اطلس و در شمال غرب تنگه جبل‌الطارق واقع شده است.
نام آن یا از عربی طرف الغار به معنی «سوی غار» یا از عبارت عربی طرف‌الاغر به معنی «سوی دورتر» گرفته شده است.
این ناحیه در سال ۱۸۰۵ صحنه نبرد دریایی ترافالگار بین نیروهای دریایی متحد امپراتوری فرانسوی و اسپانیایی با نیروی دریایی پادشاهی بریتانیا در جریان جنگ‌های ناپلئونی بود که با شکست نیروی دریایی فرانسه و پیروزی نیروهای بریتانیا یه فرماندهی دریادار نلسون پایان یافت.